# Ugny-sur-Meuse
Ugny-sur-Meuse is een gemeente in het Franse departement Meuse (regio Grand Est) en telt 101 inwoners (2009). De plaats maakt deel uit van het arrondissement Commercy.

## Geografie
De oppervlakte van Ugny-sur-Meuse bedraagt 4,3 km², de bevolkingsdichtheid is dus 23,5 inwoners per km².
De onderstaande kaart toont de ligging van Ugny-sur-Meuse met de belangrijkste infrastructuur en aangrenzende gemeenten.

## Demografie
Onderstaande figuur toont het verloop van het inwonertal (bron: INSEE-tellingen).